# Ramicandelaberomycetes
Ramicandelaberomycetes é uma classe monotípica de fungos do grupo dos Zoopagomyceta, pertencente à divisão Kickxellomycota, cuja única ordem é Ramicandelaberales, com uma única família, Ramicandelaberaceae.

## Descrição
Apresentam talo composto por hifas septadas incolores; estolões hialinos, septados, formando rizóides e produzindo esporangióforos; esporangióforos septados, ramificados verticiladamente, formando hifas de suporte que produzem rizóides; ramos cilíndricos ou elipsoidais, ramificando-se irregularmente além disso; esporocládios alongados, atenuados distalmente, muitas vezes compostos por ramos alargados de esporangióforos ao envelhecer; pseudofialides surgindo de esporocládios e cabeças férteis, primeiro subesféricas, tornando-se hemisféricas, produzindo esporangíolos; esporangíolos estreitos, fusiformes, ligeiramente curvos, asseptados, hialinos; parede esporangial adnada ao esporangiósporo; zigósporos e clamidósporos não conhecidos. São organismos sapróbios no solo.

## Classificação
Na sua presente circunscrição taxonómica o grupo apresenta a seguinte estrutura:
- Ramicandelaberomycetes
  - Ramicandelaberales
    - Ramicandelaberaceae
      - Ramicandelaber